# Aart Anne de Jong
Aart Anne de Jong (Rotterdam, 14 december 1907 - aldaar, 26 september 1992) was een Nederlands accountant en hoogleraar.
Na het behalen van zijn HBS-diploma trad De Jong in dienst bij een Rotterdamse graanhandelsfirma, waar hij werd opgeleid tot beurshandelaar. Dit beviel hem maar matig en hij werd vervolgens assistent op een accountantskantoor. Niet veel later besloot hij te gaan studeren aan de Economische Hogeschool Rotterdam. Hij studeerde in de avonduren, wat voor die tijd tamelijk ongebruikelijk was. In 1939 behaalde hij zijn doctoraalexamen en hij begon vervolgens met Arie Jonkers het kantoor Jonkers en de Jong aan de Heemraadssingel in Rotterdam. Het kantoor fuseerde in 1964 tot Moret, de Jong en Starke, in 1970 tot Moret & Limperg en in de jaren tachtig van de twintigste eeuw tot Moret, Ernst & Young, het tegenwoordige Ernst & Young.
Naast zijn beroepspraktijk in de accountancy, was De Jong vanaf 1956 lector, en vanaf 1958 hoogleraar aan de Economische Hogeschool in Rotterdam. Hij besteedde ongeveer de helft van zijn tijd aan zijn werk aan de Hogeschool, en de andere helft aan de uitoefening van de beroepspraktijk. Hij vervulde verschillende functies binnen het NIVRA en binnen de VAGA, waarvan hij enkele jaren voorzitter was.